# Gusto (filosofia)
Il gusto in estetica, settore della filosofia che si occupa della definizione del bello naturale e artistico e del suo giudizio, è la capacità di cogliere, apprezzare la bellezza e sentirsene soddisfatti.

## Soggettività del gusto come sentimento
Il concetto di gusto fin dall'inizio viene filosoficamente correlato con quello di sentimento del piacere: i due concetti infatti sono visti come collegati alla soggettività considerata, nel suo aspetto di inclinazioni, passioni e simpatie, come autonoma rispetto alla pura razionalità.
La caratteristica della soggettività nella definizione del gusto si deve soprattutto ai moralisti francesi le cui teorie furono parzialmente modificate da Hume il quale riteneva eccessivo ridurre tutto al soggetto quando lo stesso senso comune insegna che al gusto sono da riferire non solo l'apprezzamento ma anche la creazione stessa dell'opera artistica.

## Il gusto espressione di razionalità e intuizione
Un ulteriore limite alla teoria soggettivistica del gusto è nel pensiero di Edmund Burke che rilevava come «la causa di un gusto errato è un difetto di giudizio» riportando così alla razionalità piuttosto che al sentimento la nozione di gusto.
Secondo Alexander Gerard (1728–1795) la concezione del gusto come un sentimento lasciato all'arbitrarietà del singolo soggetto è errata poiché ogni espressione estetica è in qualche modo collegata ai propri principi razionali e morali. 
Per i filosofi francesi del XVIII secolo nel concetto di gusto sembrerebbe insito un atteggiamento di giudizio individuale che tuttavia viene a mancare quando riferendosi ad esempio ad opere della classicità esso acquista il carattere condiviso di universalità.
Per Voltaire come per Montesquieu nel gusto è presente sia la facoltà intuitiva di cogliere il bello sia anche la ragione che giunge a definirlo per via analitica.

## Gusto come giudizio estetico
Il complesso di queste considerazioni filosofiche trova sistemazione e coronamento nell'estetica kantiana della Critica del giudizio:
Il gusto quindi si basa sulla possibilità dell'accordo universale con altri soggetti («universalmente comunicabile») e non è legato all'oggetto stesso ma a quella attività estetica che è una sfera autonoma del nostro modo di sentire:

## Il gusto e il genio
Il gusto in autori come il già citato Alexander Gerard collegano la nozione del gusto distinguendola da quella del genio: 
(Alexander Gerard, Saggio sul gusto)
Così Kant, come anche Diderot, nella concezione del gusto, come possibilità di godere dell'opera d'arte, lo distingue dal genio che è il creatore dell'opera.
Questa differenziazione kantiana scompare quasi del tutto nelle estetiche, come quella crociana, dove l'interprete dell'opera d'arte in un certo modo è anche quello che la ricrea.